# Alma indomable
Alma indomable es una telenovela estadounidense producida por Venevisión International para Venevisión (Venezuela) y Univision (Estados Unidos) en el 2009. Es una historia original del escritor Alberto Gómez. Basada en La indomable de Inés Rodena.
Protagonizada por Scarlet Ortiz y José Ángel Llamas, y con las participaciones antagónicas de Lilibeth Morillo, Víctor González, Lisette Morelos, Luis José Santander y la primera actriz Martha Picanes.

## Sinopsis
Alma Pérez es una muchacha salvaje y bonita de 23 años, vive junto a Fucha, una vieja quien siempre la explotó desde que era una niña y con su hermanita de crianza; Jazmín, ambas corren rebeldes y despreocupadas por la tierra, se bañan en los ríos y entran a robar frutas a la impresionante hacienda de la poderosa familia Sorrento. Alma jamás ha asistido a una escuela, por eso su educación es escasa y su carácter agreste la pone en montones de problemas. Jazmín es todo lo contrario, es tímida y callada, pero siempre es arrastrada por las locuras y travesuras que inventa Alma. Lo que nadie sabe es que Alma es hija de Patricio Sorrento, un importante hacendado y de Cecilia De Ocampo, una mujer fina y elegante que fue separada de su hija por culpa de su malvada madre Paula para evitar un escándalo. Cecilia ha buscado durante todo ese tiempo a su hija pero sus esfuerzos han sido en vano. 
Por otro lado esta Juan Pablo Robles, el administrador de la hacienda Las Brisas quien cuida de su madre inválida después de que recibiera un balazo en medio de un asalto en su casa.  En la hacienda Las Brisas, propiedad de don Patricio Sorrento, vive éste en compañía de su hija Dubraska, joven caprichosa y altanera que esconde un terrible secreto, tuvo una hija con uno de los empleados de la hacienda. Para impedir que se enteren del terrible secreto de su hija, don Patricio compra a Juan Pablo, quien necesita el dinero para pagar la operación de su madre y así vuelva a caminar. Con el tiempo Juan Pablo y Dubraska se casan y viven juntos en la hacienda de los Sorrento. Alma quién ya había tenido un encuentro con Juan Pablo en el río, empieza a trabajar como sirvienta en donde se ve sometida a las humillaciones de Gertrudis, la cuñada de Patricio y Mónica la hija de esta, tan amargada y ambiciosa como su madre
Mónica está comprometida con Alberto, el hijo adoptivo de Cecilia y Danilo; sin embargo esta vive un tórrido romance con Nicanor, un trabajador de la hacienda Las Brisas, un hombre malvado responsable de que la madre de Juan Pablo este inválida y quien provocó un incendio en la humilde choza de Alma para después acusarla de bruja. Paralelamente llegan de Europa los primos  Abigail Richardi y Esteban De la Vega a atender negocios que tienen con Patricio. 
De inmediato Esteban se obsesiona con Alma al ver su belleza y decide quedarse para hacerla suya a como dé lugar, igualmente Abigail se enamora perdidamente de Juan Pablo y hará todo lo posible para hacerlo suyo. Una vez Juan Pablo se divorcia de Dubraska, Abigail y Esteban, en complicidad con Mónica, Nicanor y Gertrudis harán todo lo posible por alejar a la indomable de sus vidas y separar a la pareja poniendo en práctica toda su maldad, sin embargo Alma se entera por medio de una carta que dejó Patricio antes de ser envenenado y asesinado por Abigail y Paula, que es heredera de la fortuna Sorrento. Ahora amparada con la fortuna que su padre le dejó buscará vengarse de todos aquellos que le hicieron daño, defender su amor por Juan Pablo y demostrar así que es una auténtica Alma Indomable.

## Elenco
- Scarlet Ortiz - Alma Pérez / Alma Sorrento Ocampo de Robles "La Indomable"
- José Ángel Llamas - Juan Pablo Robles
- Lilibeth Morillo - Abigail Richardi
- Víctor González - Nicanor Sánchez
- Lisette Morelos - Mónica Sorrento
- Luis José Santander - Esteban De la Vega
- Karina Mora - Dubraska Sorrento
- Oscar Corbella - Patricio Sorrento
- Patty Álvarez - Gertrudis Sorrento
- Leonardo Daniel - Rogelio Sorrento
- Yul Bürkle - Fernando Ríos
- Rodolfo Jiménez - León Ríos
- Gabriel Parisi - Federico Urbaneja
- Juan Vidal - Raúl Urbaneja
- Adita Riera - Caridad Vda. de Robles
- Martha Picanes - Paula Romero
- Esperanza Rendón - Cecilia Ocampo
- Franklin Virgüez - Danilo Ocampo
- Alan - Alberto "Beto" Ocampo / Alberto De la Vega Antúnez
- Maite Embil - ''Amanda Rosales / Amparo "La Españolita"
- Isabel Moreno - Rafaela "Fucha" Pérez
- Tali Duclaud - Jazmín Pérez de Ocampo
- Kenya Hijuelos - Susana "Susy"
- Vivian Ruiz - Otilia Bezaes
- Nelida Ponce - Carmela "Carmelita" Ríos
- Julio Capote - Ramón Olivares
- Yami Quintero - Luisa Olivares
- Ezequiel Montalt - Mauricio Lira
- Roberto Levermann - Theofilo "Theo"
- Yadhira Santana - Guadalupe "Lupe" Fuentes
- Martha Pabón - Rosa Angélica Antúnez
- Nury Flores - Madre Superiora
- Aly Sánchez - Sabrina Ortiz "Azul"
- Verónica Novoa - Venus Estrella

## Producción
- Historia Original: Alberto Gómez
- Adaptación y Libretos: Alberto Gómez y Omaira Rivero
- Tema de entrada: Casi te olvido
- Intérprete: Pablo Montero
- Número de capítulos: 165
- Director de Arte: Raúl de la Nuez
- Diseño de Vestuario: Grisel Torres
- Diseño de Maquillaje: Maira Rico
- Dirección de Estudio: Tito Rojas
- Dirección de Exteriores: Yaky Ortega
- Dirección Ejecutiva: Arquímedes Rivero
- Producción General: Dulce Terán
- Producción Ejecutiva: Peter Tinoco y Ana Teresa Arismendi

- Datos: Q3294702